# Meždurečenskij rajon
Il Meždurečenskij rajon (in russo Междуреченский район?) è un rajon dell'Oblast' di Vologda, nella Russia europea; il capoluogo è Šujskoe. Istituito nel 1929, ricopre una superficie di 3.624 chilometri quadrati ed ospita una popolazione di circa 5.000 abitanti.